# Vertigo-Tour
Die Vertigo Tour der irischen Band U2 begleitete das elfte Studioalbum von U2, How to Dismantle an Atomic Bomb (2004). Sie begann am 28. März 2005 in San Diego in den USA und endete am 9. Dezember 2006 in Honolulu, Hawaii.
Die Tour teilt sich auf in vier Tourabschnitten, sogenannten Legs. Alle Konzerte waren ausverkauft. Die Tournee dauerte über anderthalb Jahre, allerdings mit einer sehr langen Pause.

## Die Bühne
Die Bühne wurde von Willie Williams, der auch schon an früheren U2-Shows gearbeitet hat, entworfen.

### Indoor-Bühne
Hauptelement der Bühne ist ein Catwalk, der in Form einer Ellipse in den Zuschauerraum hineinragt. Innerhalb dieser Ellipse finden bis zu 300 Personen Platz. Bei der Hauptbühne selbst befinden sich sieben LED-Leinwände, die während der Show auch aufgerollt werden können. Auf den LED-Leinwänden laufen bei der Show diverse Animationen. Im Boden der Bühne und der Ellipse befinden sich ebenfalls Lampen, die in Kreisform angebracht sind. Oberhalb der Bühne befinden sich vier Leinwände, die jeweils ein Bandmitglied in Nahaufnahme zeigen.

### Outdoor-Bühne
Bei den Outdoor-Shows werden die Leinwände durch eine gigantische LED-Wand ersetzt, die hinter der Band steht, ähnlich dem Bühnenaufbau der Popmart Tour. An beiden Seiten der LED-Wand befinden sich die Lautsprecher in den „Vertigo-Farben“ Schwarz und Rot gestreift. Über den Lautsprecher-Türmen befindet sich jeweils eine LED-Anzeige, die jeweils zwei Bandmitglieder in Nahaufnahme zeigt. Bei der Bühne ist die Ellipse durch zwei, nicht miteinander verbundenen Catwalks an deren Ende sich jeweils eine kleine, runde B-Stage befindet, ersetzt worden. Diese B-Stages ragen ebenfalls in der Zuschauerraum.

## Die Show und Setlist
Das auffälligste an der Vertigo-Tour sind wohl die variablen Setlisten, wie sie wohl zuletzt bei der Lovetown-Tour vorkamen. Bei den Indoor-Konzerten, vor allem im ersten Leg der Tour, kamen bis zu drei verschiedene Opener zum Einsatz (City of Blinding Lights, Love and Peace or Else und Vertigo). Aber auch so sind die Setlisten sehr verschieden, kaum eine identische Setlist bei dem ersten Leg der Tour. Neben den verschiedenen Openern fallen auch die unterschiedlichen Closer auf (Vertigo, Bad, With or Without You, Love Is Blindness, All I Want Is You, Instant Karma! (John-Lennon-Coverversion) und das klassische 40, bei dem Adam und The Edge ihre Instrumente tauschen). Neben der Variabilität fällt auch die Rarität einiger Songs auf: U2 spielen viele Songs, die sie Jahre/Jahrzehnte lang nicht mehr oder noch gar nicht gespielt haben (Miss Sarajevo), vor allem die Songs von ihrem Debütalbum Boy. Zu diesen Raritäten zählen unter anderen An Cat Dubh/Into the Heart und The Ocean (letzteres wurde im Jahre 1982 zuletzt gespielt). Diese und andere Raritäten wurden hauptsächlich im ersten Leg der Tour gespielt. Die Setlisten bei den Europa-Outdoor-Shows (Leg 2) sahen da eher unflexibler aus. Zudem wurde jedes Europa-Konzert mit Vertigo begonnen und auch beendet (Ausnahme: Dublin III, Amsterdam III und Lissabon). Dies war eine Art Hommage an ihre ersten Konzerte, bei denen sie ebenfalls einen Song öfters in einer Show gespielt haben, da sie noch nicht so viel zur Auswahl hatten und die Show sonst zu kurz gewesen wäre. Die erste Zugabe besteht meistens aus einer kurzen ZooTV-Setlist, beginnend mit Zoo Station, gefolgt von The Fly und Mysterious Ways. Neben Zoo Station fand auch der Song Who’s Gonna Ride Your Wild Horses nach zwölfjähriger Abwesenheit seine Rückkehr in die Setlist. Die Indoor-Konzerte im Herbst 2005 unterschieden sich zu denen im Frühjahr hauptsächlich durch die stark variierenden Zugaben, die meistens akustisch gespielt wurden. Bei den Outdoor-Konzerten in Südamerika im Frühjahr 2006 zeigten sich auch deutliche Unterschiede in den Setlisten. Bei den Konzerten des letzten Legs spielte die Band vermehrt Songs von den Alben Rattle and Hum und All That You Can’t Leave Behind. Bis zum jetzigen Stand der Tour wurden vom How to Dismantle an Atomic Bomb-Album alle Songs bis auf zwei (A Man and a Woman und One Step Closer) live gespielt, sogar das Fast Cars, das als Bonus-Song auf einigen Ausgaben des Albums vorhanden war.
Die Vertigo-Tour ist die erste Tour seit Rattle and Hum, bei der zumindest jeweils ein Song von allen U2-Alben gespielt worden ist.

## DVD
Schon während der noch laufenden Tour erschien die Tour-DVD Vertigo 2005 – U2 Live from Chicago. Dazu wurden zwei von vier Auftritten in Chicago (9. und 10. Mai 2005) gefilmt.
Neben dem bereits veröffentlichten Konzert wurden noch weitere Auftritte gefilmt, u. a. die zweite Dublin-Show (25. Juni) und die beiden Konzerte in Mailand (20. und 21. Juli). Während des vierten Abschnittes wurden auch die beiden Shows in Buenos Aires am 1. und 2. März 2006 mit 3D-IMAX-Kameras, für eine eventuelle Kino-Veröffentlichung, gefilmt. Aus diesen und den Stadion-Konzerte in Mexiko-Stadt, Sao Paulo und Santiago de Chile entstand der Film U2 3D, der als erster live-action 3D-Film gilt. Er wurde 2008 veröffentlicht.
10 Tracks der Mailand-Shows wurden mittlerweile auf der Bonus-DVD der Best-of U218 Singles veröffentlicht.

## Tour Legs

### Leg 1: Nordamerika
- Konzerte: 28
- Länder: 2
- Städte: 14

Der erste Tourabschnitt (Leg 1) fand nur in Nordamerika statt und fast ausschließlich in den USA die Ausnahme machten zwei Konzerte in Vancouver, Kanada. Alle Konzerte fanden in Hallen statt. Die Konzerte am 9. Mai und 10. Mai in Chicago wurden aufgenommen und kamen am 11. November 2005 als DVD (U2-Vertigo-Live from Chicago) auf den Markt.
- 28. März 2005 San Diego – San Diego Sports Arena – USA
- 30. März 2005 San Diego – San Diego Sports Arena – USA
- 1. April 2005 Anaheim – Arrowhead Pond – USA
- 2. April 2005 Anaheim – Arrowhead Pond – USA
- 5. April 2005 Los Angeles – Staples Center – USA
- 6. April 2005 Los Angeles – Staples Center – USA
- 9. April 2005 San José – HP Pavillon – USA
- 10. April 2005 San José – HP Pavillon – USA
- 14. April 2005 Phoenix – Glendale Arena – USA
- 15. April 2005 Phoenix – Glendale Arena – USA
- 20. April 2005 Denver – Pepsi Center – USA
- 21. April 2005 Denver – Pepsi Center – USA
- 24. April 2005 Seattle – Key Arena – USA
- 25. April 2005 Seattle – Key Arena – USA
- 28. April 2005 Vancouver – General Motors Place – Kanada
- 29. April 2005 Vancouver – General Motors Place – Kanada
- 7. Mai 2005 Chicago – United Center – USA
- 9. Mai 2005 Chicago – United Center – USA
- 10. Mai 2005 Chicago – United Center – USA
- 12. Mai 2005 Chicago – United Center – USA
- 14. Mai 2005 Philadelphia – Wachovia Center – USA
- 17. Mai 2005 East Rutherford – Continental Airlines Arena – USA
- 18. Mai 2005 East Rutherford – Continental Airlines Arena – USA
- 21. Mai 2005 New York – Madison Square Garden – USA
- 22. Mai 2005 Philadelphia – Wachovia Center – USA
- 24. Mai 2005 Boston – Fleet Center – USA
- 26. Mai 2005 Boston – Fleet Center – USA
- 28. Mai 2005 Boston – Fleet Center – USA

### Leg 2: Europa
- Konzerte: 33
- Länder: 18
- Städte: 24

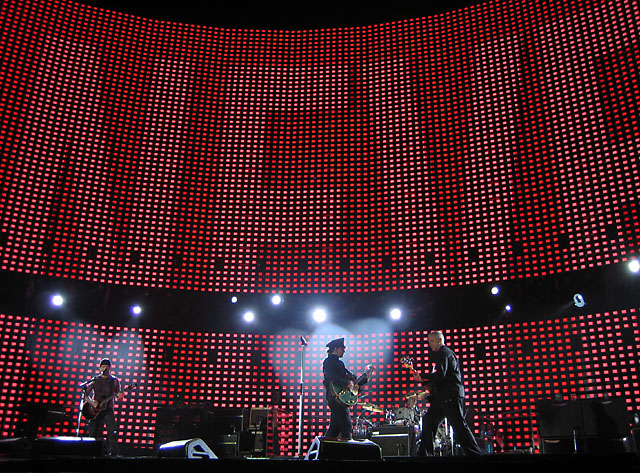
„The Fly“ live am 10. Juni 2005 im König-Baudouin-Stadion von Brüssel

Der zweite Tourabschnitt fand in Europa fast ausschließlich in Stadien statt, die Ausnahme war der Auftritt beim Live-8-Festival in London, welches U2 eröffnen. Am selben Tag spielen sie noch in Wien.
- 10. Juni 2005 Brüssel – König-Baudouin-Stadion – Belgien
- 12. Juni 2005 Gelsenkirchen – Arena auf Schalke – Deutschland
- 14. Juni 2005 Manchester – City of Manchester Stadium – England
- 15. Juni 2005 Manchester – City of Manchester Stadium – England
- 18. Juni 2005 London – Twickenham Stadium – England
- 19. Juni 2005 London – Twickenham Stadium – England
- 21. Juni 2005 Glasgow – Hampden Park – Schottland
- 24. Juni 2005 Dublin – Croke Park – Irland
- 25. Juni 2005 Dublin – Croke Park – Irland
- 27. Juni 2005 Dublin – Croke Park – Irland
- 29. Juni 2005 Cardiff – Millennium Stadium – Wales
- 2. Juli 2005 London – Hyde Park – England Live 8-Festival (zu Mittag)
- 2. Juli 2005 Wien – Ernst-Happel-Stadion – Österreich (Beginn ca. 22 Uhr)
- 4. Juli 2005 Brünn – Outdoor Exhibition Centre – Tschechien
- 5. Juli 2005 Chorzów – Schlesisches Stadion – Polen
- 7. Juli 2005 Berlin – Olympiastadion – Deutschland
- 9. Juli 2005 Paris – Stade de France – Frankreich
- 10. Juli 2005 Paris – Stade de France – Frankreich
- 13. Juli 2005 Amsterdam – Amsterdam Arena – Niederlande
- 15. Juli 2005 Amsterdam – Amsterdam Arena – Niederlande
- 16. Juli 2005 Amsterdam – Amsterdam Arena – Niederlande
- 18. Juli 2005 Zürich – Letzigrund – Schweiz
- 20. Juli 2005 Mailand – Giuseppe-Meazza-Stadion – Italien
- 21. Juli 2005 Mailand – Giuseppe-Meazza-Stadion – Italien
- 23. Juli 2005 Rom – Stadio Olimpico – Italien
- 27. Juli 2005 Oslo – Valle Hovin – Norwegen
- 29. Juli 2005 Göteborg – Ullevi – Schweden
- 31. Juli 2005 Kopenhagen – Parken – Dänemark
- 3. August 2005 München – Olympiastadion – Deutschland
- 5. August 2005 Nizza – Parc Des Sports Charles Ehrmann – Frankreich
- 7. August 2005 Barcelona – Camp Nou – Spanien
- 9. August 2005 San Sebastian – Estadio Anoeta – Spanien
- 11. August 2005 Madrid – Vicente-Calderón-Stadion – Spanien
- 14. August 2005 Lissabon – José-Alvalade-Stadion – Portugal

### Leg 3: Nordamerika 2
- Konzerte: 50
- Länder: 2
- Städte: 28

Der dritte Tourabschnitt fand wie der erste in Nordamerika statt, wieder hauptsächlich in den Vereinigten Staaten. Auch dieses Mal werden alle Konzerte in Hallen gegeben.
- 12. September 2005 Toronto – Air Canada Centre – Kanada
- 14. September 2005 Toronto – Air Canada Centre – Kanada
- 16. September 2005 Toronto – Air Canada Centre – Kanada
- 17. September 2005 Toronto – Air Canada Centre – Kanada
- 20. September 2005 Chicago – United Center – USA
- 21. September 2005 Chicago – United Center – USA
- 23. September 2005 Minneapolis – Target Center – USA
- 25. September 2005 Milwaukee – Bradley Center – USA
- 3. Oktober 2005 Boston – TD Banknorth Garden – USA
- 4. Oktober 2005 Boston – TD Banknorth Garden – USA
- 7. Oktober 2005 New York – Madison Square Garden – USA
- 8. Oktober 2005 New York – Madison Square Garden – USA
- 10. Oktober 2005 New York – Madison Square Garden – USA
- 11. Oktober 2005 New York – Madison Square Garden – USA
- 16. Oktober 2005 Philadelphia – Wachovia Center – USA
- 17. Oktober 2005 Philadelphia – Wachovia Center – USA
- 19. Oktober 2005 Washington, D.C. – MCI Center – USA
- 20. Oktober 2005 Washington, D.C. – MCI Center – USA
- 22. Oktober 2005 Pittsburgh – Mellon Arena – USA
- 24. Oktober 2005 Detroit – Palace of Auburn Hills – USA
- 25. Oktober 2005 Detroit – Palace of Auburn Hills – USA
- 28. Oktober 2005 Houston – Toyota Center – USA
- 29. Oktober 2005 Dallas – American Airlines Center – USA
- 1. November 2005 Los Angeles – Staples Center – USA
- 2. November 2005 Los Angeles – Staples Center – USA
- 4. November 2005 Las Vegas – MGM Grand Garden Arena – USA
- 5. November 2005 Las Vegas – MGM Grand Garden Arena – USA
- 8. November 2005 Oakland – Oakland Coliseum Arena – USA
- 8. November 2005 Oakland – Oakland Coliseum Arena – USA
- 13. November 2005 Miami – American Airlines Arena – USA
- 14. November 2005 Miami – American Airlines Arena – USA
- 16. November 2005 Tampa – St. Pete Times Forum – USA
- 18. November 2005 Atlanta – Philips Arena – USA
- 19. November 2005 Atlanta – Philips Arena – USA
- 21. November 2005 New York – Madison Square Garden – USA
- 22. November 2005 New York – Madison Square Garden – USA
- 25. November 2005 Ottawa – Corel Centre – Kanada
- 26. November 2005 Montreal – Centre Bell – Kanada
- 28. November 2005 Montreal – Centre Bell – Kanada
- 4. Dezember 2005 Boston – TD Banknorth Garden – USA
- 5. Dezember 2005 Boston – TD Banknorth Garden – USA
- 7. Dezember 2005 Hartford – Civic Center – USA
- 9. Dezember 2005 Buffalo – HSBC Arena – USA
- 10. Dezember 2005 Cleveland – Quicken Loans Arena – USA
- 12. Dezember 2005 Charlotte – Time Warner Cable Arena – USA
- 14. Dezember 2005 St. Louis – Savvis Center – USA
- 15. Dezember 2005 Omaha – Qwest Center – USA
- 17. Dezember 2005 Salt Lake City – Delta Center – USA
- 19. Dezember 2005 Portland – Rose Garden Arena – USA

### Leg 4: Rest der Welt
- Konzerte: Vorgesehen: 18, Gespielt: 8
- Länder: Vorgesehen: 8, Gespielt: 4
- Städte: Vorgesehen: 12, Gespielt: 5

Der vierte Tourabschnitt fand in Mittel-, Südamerika sowie in Ozeanien, Japan und auf Hawaii statt.
- 12. Februar 2006 Monterrey – Estadio Tecnológico – Mexiko
- 15. Februar 2006 Mexiko-Stadt – Aztekenstadion – Mexiko
- 16. Februar 2006 Mexiko-Stadt – Aztekenstadion – Mexiko
- 20. Februar 2006 São Paulo – Estádio Cícero Pompeu de Toledo, Morumbi – Brasilien
- 21. Februar 2006 São Paulo – Estádio Cícero Pompeu de Toledo, Morumbi – Brasilien
- 26. Februar 2006 Santiago de Chile – Estadio Nacional – Chile
- 1. März 2006 Buenos Aires – Estadio River Plate – Argentinien
- 2. März 2006 Buenos Aires – Estadio River Plate – Argentinien

Es waren im April 2006 noch Konzerte in Australien, Neuseeland, Japan und Hawaii angesetzt, die jedoch auf November und Dezember 2006 verschoben wurden. Der Grund war die Erkrankung eines Angehörigen eines Bandmitglieds.

### Leg 5: Rest der Welt 2
- Konzerte: 13
- Länder: 4
- Städte: 7

Der fünfte Tourabschnitt fand Ozeanien, Japan und auf Hawaii statt. Alle Konzerte wurden in Stadien gegeben. Dieser Abschnitt bestand aus den zehn verschobenen Konzerten des 4. Legs, aber das Konzert in Yokohama wurde nach Tokio verlegt und um zwei zusätzliche erweitert. Die restlichen neun Konzerte sind wie ursprünglich geplant, nur andere Termine.
- 7. November 2006 Brisbane – Queensland Sport and Athletics Centre – Australien
- 10. November 2006 Sydney – Telstra Stadium – Australien
- 11. November 2006 Sydney – Telstra Stadium – Australien
- 13. November 2006 Sydney – Telstra Stadium – Australien
- 16. November 2006 Adelaide – AAMI Stadium – Australien
- 18. November 2006 Melbourne – Telstra Dome – Australien
- 19. November 2006 Melbourne – Telstra Dome – Australien
- 24. November 2006 Auckland – Ericsson Stadium – Neuseeland
- 25. November 2006 Auckland – Ericsson Stadium – Neuseeland
- 29. November 2006 Tokio – Saitama Super Arena – Japan
- 30. November 2006 Tokio – Saitama Super Arena – Japan
- 4. Dezember 2006 Tokio – Saitama Super Arena – Japan
- 9. Dezember 2006 Honolulu – Aloha Stadium – Hawaii, USA

## Tourstatistik
- Konzerte: 131
- Länder: 26
- Städte: 72
- Konzerte in Nordamerika: 79
- Konzerte in Europa: 32
- Konzerte in Süd- und Mittelamerika: 8
- Konzerte in Ozeanien: 9
- Konzerte in Asien: 3
- Konzerte in Afrika: 0
- Open-Air bzw. Konzerte in Stadien: 54 (mit Live 8)
- Konzerte in Hallen: 78